# Liboi
Liboi är en ort i distriktet Garissa i provinsen Nordöstra provinsen i Kenya. År 2009 hade staden 11 440 invånare.